# Río Agaunza
El río Agaunza (en euskera, Agauntza) es un río del norte de la península ibérica, afluente del río Oria, que discurre por la provincia de Guipúzcoa, España.

## Curso
El Agaunza nace en la sierra de Aralar a unos 1000 m s. n. m. Discurre en dirección oeste en su tramo más alto y en dirección norte en su tramo más bajo. Atraviesa las localidades de Ergoyena, San Gregorio, Ataun y Lazcano y tras recorrer unos 26,4 km desemboca en el río Oria en la ciudad de Beasáin.
Aparece descrito en el primer volumen del Diccionario geográfico-estadístico-histórico de España y sus posesiones de Ultramar de Pascual Madoz con las siguientes palabras:

AGAUNZA ó ATAUN: r. en la prov. de Guipúzcoa y part. jud. de Tolosa: tiene origen en las faldas del monte Aralar y corriendo de S. á NO. pasa por Atahun, donde encuentra un buen puente y recibe varios arroyuelos: deja á esta v. á la der. y despues de dar impulso á una ferr. y 2 molinos harineros, se dirige á Lazcano, en cuyo term. le cruzan tres puentes y presta su influjo á un molino sit. en las ruinas de una ant. ferr. y desde aqui marcha á buscar el Oria, con el cual mezcla sus aguas; en su curso fertiliza muchos prados y arboledas, proporcionando al mismo tiempo escelentes truchas, anguilas, barbos y otros peces.
(Madoz, 1845, p. 103)